# Аліса (ім'я)
Алі́са (від фр. Alice або нім. Alisa) — жіноче особове ім'я. Стало популярним завдяки головній героїні казки Льюїса Креррола «Аліса в Дивокраї».

## Походження
Ім'я Аліса є скорочено формою імені Adelaide, що є французьким варіантом давньонімецького імені Adalheid. Це слово має два кореня: adal (шляхетний) та heid (образ, вигляд), таким чином, жіноче ім'я Adalheid означає «шляхетний образ», «шляхетне походження» чи просто «шляхетність». Таке саме значення надають і імені Аліса.

## Використання імені

### У мистецтві та літературі
- Аліса — героїня Льюїса Керрола (казки «Аліса в Дивокраї» та «Аліса в Задзеркаллі»);
- Аліса Селезньова — головна героїня циклу Кіра Буличова «Пригоди Аліси» та його екранізацій;
- Лисиця Аліса — персонаж казки О. М. Толстого «Золотий ключик, або Пригоди Буратіно»;
- Аліса — картина Амедео Модільяні, написана в 1918 році.

### У музиці
- Аліса — радянська, потім російська рок-група;
- Аліса — пісня біт-квартету «Секрет»;
- Аліса — серія радянських аналогових синтезаторів;
- Alice in Chains — американська рок-група;
- Alice — музичний альбом Тома Вейтса;
- Alice — сингл виконавця Мобі (2008);
- «Alice» — пісня групи Smokie;
- Alice in Videoland — шведська електроклеш-група;
- Alice nine — японська музична група в стилі Visual kei.

### У кінематографі
- Аліса — американський фільм Вуді Аллена (США, 1990);
- Аліса — анімаційний фільм з елементами ігрового кіно Яна Шванкмайера (1988);
- Аліса в містах — фільм Віма Вендерса (Німеччина, 1974);
- Аліса тут більше не живе — фільм Мартіна Скорсезе (США, 1975);
- Аліса та Букініст — фільм з Д. Пєвцовим і О. Дроздової (Росія, 1992).

### Інше
- Аліса — перша в СРСР 1990-х товарна біржа, названа Германом Стерліговим на ім'я свого собаки;
- (291) Аліса — астероїд, відкритий у 1890 році;
- ЗАТ «Аліса» — швейне підприємство в місті Вознесенськ, Миколаївська область;
- ALICE — програма-віртуальний співрозмовник;
- A.L.I.C.E. — система кріплення підсумків в армії США, що застосовувалася в 1970-1980-і роки;
- ALICE — одна з шести експериментальних установок, споруджених на Великому адронному колайдері;
- Alice — діалект мови Standard ML;
- Аліса — вільна об'єктно-орієнтована мова програмування для навчання з IDE;
- American McGee's Alice — відеогра;
- Alice 19th — манга Юу Ватасе.

## Відомі носійки
- Аліса Тальйоні (нар. 1976) — французька актриса, співачка, композитор.
- Аліса Михайлівна Галлямова (нар. 1972) — російська шахістка, міжнародний майстер, гросмейстер серед жінок, багаторазова чемпіонка Росії.
- Аліса Тумлер (нар. 1978) — австрійська телеведуча.
- Аліса Михайлівна Клейбанова (нар. 1989) — російська тенісистка.
- Інгеборга Аліса Ольденбурзька (1901—1996) — принцеса Ольденбурзька.
- Аліса Шарлотта Теґнер (1864—1943) — шведська композиторка, педагог і органістка.
- Аліса Енн Бейлі (1880—1949) — засновниця езотеричної Школи Арканів, англійська письменниця, фундаторка організації «Люцис Траст».
- Аліса Сизні (нар. 1987) — американська фігуристка, що виступає у жіночому одиночному фігурному катанні.
- Аліса Вайдель (нар. 1979) — німецька політична діячка.
- Аліса Григорівна Пишняк (нар. 1993) — українська спортсменка (лижні перегони). Майстер спорту України міжнародного класу.
- Аліса Брунівна Фрейндліх (нар. 1934) — радянська та російська актриса тенатру та кіно. Дочка актора театру та кіно Бруно Фрейндліха.
- Аліса Борисівна Гребенщикова (нар. 1978) — російська актриса театру, кіно та дубляжу, телеведуча. Дочка співака та музиканта Бориса Гребенщикова.